# Huernia bayeri
Huernia bayeri är en oleanderväxtart som beskrevs av Leslie Larry Charles Leach. Huernia bayeri ingår i släktet Huernia och familjen oleanderväxter. Inga underarter finns listade i Catalogue of Life.